# William Sherman Jennings
William Sherman Jennings (24 de março de 1863 – 27 de fevereiro de 1920) foi um político dos Estados Unidos. Foi 18º Governador da Flórida, com mandato de 1901 até 1905. Iniciou sua carreira como advogado, foi juiz de Condado e membro da Câmara dos Representantes da Flórida.

## Início de vida
Ele nasceu próximo de Walnut Hill, Illinois e frequentou escolas públicas do Condado de Marion. Jennings formou-se pela Southern Illinois University em 1883 e, em seguida, estudou direito no Union College of Law in Chicago em Chicago (agora chamado Northwestern University School of Law), complementando seus estudos de direito com seu irmão Charles E. Jennings, que foi Procurador-geral do estado no Condado de Marion.
Ele mudou-se para a Flórida em 1885 e estabeleceu-se em Brooksville. Em 1887, foi nomeado Comissário da Corte Geral e tornou-se juiz de condado em Hernando, Flórida em 1888.

## Governador da Flórida
Jennings renunciou ao seu cargo de juiz de condado em 1893 para servir na Câmara dos Representantes da Flórida, tornando-se o presidente em 1895. Findo o seu mandato, ele serviu como Coronel da milícia da Flórida, foi Presidente do Conselho de cidade de Brooksville e Presidente do Comitê democrata. Jennings disputou e elegeu-se governador em 1900, prestando o juramento do cargo em 8 de janeiro de 1901. Durante seu mandato, ele introduziu o sistema de eleições primárias em todo o estado, substituindo o método anterior de nomeação de candidatos para cargos políticos em convenção. A primeira eleição primária estadual foi realizada em 1902. Jennings propôs drenar e desenvolver os Everglades cortando as rochas naturais que faziam barragens nos rios do Sul da Flórida. Seu mandato terminou em 3 de janeiro de 1905.

## Últimos anos e morte
Após deixar o governo Jennings mudou-se para Jacksonville, a maior da Flórida, onde estabeleceu um escritório de advocacia de sucesso. Ele dividia seu tempo entre uma casa em Jacksonville com atividades agrícolas e também madeireiras no Condado de Clay perto de Middleburg.
Em 1905, foi nomeado pelo governador Napoleon B. Broward como advogado-geral do fundo de melhorias internas, a agência estatal responsável pela administração pública de terras. O novo governador também favoreceu o desenvolvimento dos Everglades, assim neste cargo, que Jennings permaneceu até 1909, foi capaz de continuar as principais atividades de drenagem no Everglades.
Jennings morreu em 27 de fevereiro de 1920, em St. Augustine, Flórida e foi enterrado em Jacksonville, Flórida.

## Família
Jennings conheceu May Mann na casa de seu pai, perto de Brooksville e começaram um namoro. O pai de May, Austin Mann, tinha sido senador da Flórida e tinha acabado de vencer a eleição para a Câmara dos Representantes da Flórida. Quando a sessão legislativa começou em janeiro de 1891, May foi para Tallahassee ajudar seu pai, ficando responsável por compromissos, correspondência e eventos sociais. Jennings foi para Tallahassee continuar seu namoro. Casou com May Mann em 12 de maio de 1891, sendo que eles foram escoltados pelo corredor por todos os membros do legislativo completo. Os recém-casados viveram em Brooksville na casa William Sherman Jennings. O casal teve um filho, Sherman Bryan Jennings.
Políticos e advogados eram proeminentes em sua família. Além de seu irmão, que era um advogado e procurador do Estado, ele era primo de William Jennings Bryan, congressista e três vezes candidato presidencial democrata.

## Fonte da tradução
- Este artigo foi inicialmente traduzido, total ou parcialmente, do artigo da Wikipédia em inglês cujo título é «William Sherman Jennings».